# 양부남
양부남(楊富男, 1961년 3월 23일~)은 대한민국의 제22대 국회의원이다. 전라남도 담양군 월산면 출신이다.

## 학력
- 담양공업고등학교 졸업
- 전남대학교 법과대학 법학 학사

## 경력
- 1984년~1987년: 육군 학사사관 6기
- 1989년: 제31회 사법시험 합격
- 1993년: 사법연수원 제22기 수료
- 1993년~1995년: 서울지방검찰청 검사
- 1995년~1997년: 광주지방검찰청 순천지청 검사
- 1997년~1999년: 광주지방검찰청 검사
- 1998년: 일본 유엔아시아극동범죄방지연구소 연수
- 1999년~2001년: 서울지방검찰청 동부지청 검사
- 2001년: 일본 게이오기주쿠대학 방문연구원
- 2002년~2005년: 대검찰청 검찰연구관
- 2005년: 미국 뉴욕 브루클린 검찰청 연수
- 2005년~2006년: 광주지방검찰청 부부장검사
- 2006년~2007년: 전주지방검찰청 부장검사
- 2007년 3월~2008년 3월: 광주지방검찰청 해남지청장
- 2008년~2009년: 광주지방검찰청 형사3부장
- 2009년: 서울남부지방검찰청 형사6부장
- 2009년 8월~2010년 8월: 서울중앙지방검찰청 특수3부장검사
- 2010년 8월~2011년 8월: 법무연수원 교수
- 2011년 9월~2012년 7월: 대전지방검찰청 서산지청장
- 2012년 7월~2013년 4월: 수원지방검찰청 안양지청장
- 2013년 4월~2014년 1월: 대구지방검찰청 제2차장검사
- 2014년 1월~2015년 2월: 부산지방검찰청 동부지청장
- 2015년 2월~2015년 12월: 수원지방검찰청 제1차장검사
- 2015년 12월~2017년 6월: 광주고등검찰청 차장검사
- 2017년 6월~2017년 8월: 대검찰청 형사부장
- 2017년 8월~2018년 6월: 광주지방검찰청 검사장
- 2018년 2월: 강원랜드 의혹 특별수사단장
- 2018년 6월~2019년 7월: 의정부지방검찰청 검사장
- 2019년 7월~2020년 7월: 부산고등검찰청 검사장
- 2020년 7월: 검찰 퇴직
- 법무법인 에이프로 대표변호사
- 2022년 9월: 판사 출신 김승원 의원과 함께 더불어민주당 공동 법률위원장에 임명
- 2024년 4월 10일: 대한민국 제22대 국회의원 선거 당선(광주 서구 을, 더불어민주당, 초선)
- 2024년 5월~: 더불어민주당 광주광역시당 서구 을 지역위원회 위원장
- 2024년 8월~: 더불어민주당 광주광역시당 위원장

### 의정 활동
- 2024년 5월 30일~: 제22대 국회의원(광주 서구 을, 더불어민주당, 초선)
  - 2024년 6월~: 제22대 국회 전반기 행정안전위원회 위원

## 역대 선거 결과
| 실시년도 | 선거   | 대수 | 직책     | 선거구       | 정당         | 득표수   | 득표율          | 순위 | 당락 | 비고 |
| -------- | ------ | ---- | -------- | ------------ | ------------ | -------- | --------------- | ---- | ---- | ---- |
| 2024년   | 총선   | 22대 | 국회의원 | 광주 서구 을 | 더불어민주당 | 58,037표 | \| \| 71.39% \| | 1위  |      | 초선 |
|          | 71.39% |      |          |              |              |          |                 |      |      |      |

## 소속 정당
| 소속 정당 | 소속 정당    | 소속 기간 | 비고      |
| --------- | ------------ | --------- | --------- |
|           | 더불어민주당 | 2022~현재 | 정계 입문 |

## 같이 보기
- 광주 서구의 국회의원
- 서구 을 (2004년 광주 선거구)